# Teixidor collnegre
El teixidor collnegre (Ploceus nigricollis) és una espècie d'au passeriforme de la família dels Plocèids, pròpia de l'Àfrica equatorial.

## Taxonomia
L'espècie va ser descrita científicament per Louis Jean Pierre Vieillot el 1805, amb el nom de Malimbus nigricollis. La descripció es va basar en un espècimen que havia recol·lectat Jean Pierre prop de Malembo, a la província angolesa de Cabinda. El nom de l'espècie nigricollis procedeix de la combinació de les paraules llatines niger (negre) i collis (coll).
Es reconeixen quatre subespècies:
- Ploceus nigricollis nigricollis;

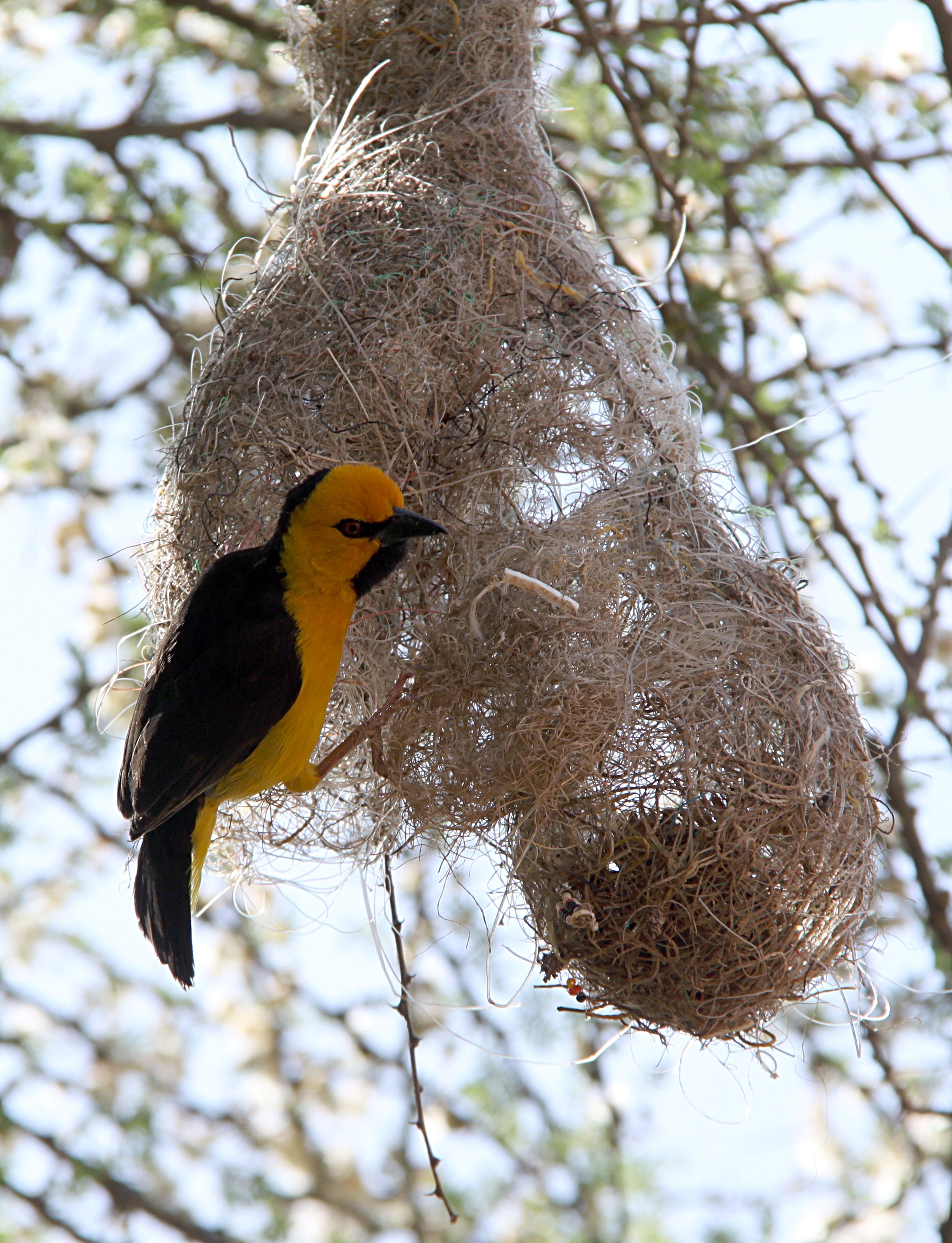
Exemplar de P. n. melanoxanthus fabricant el seu niu.

- Ploceus nigricollis melanoxanthus;
- Ploceus nigricollis po.
- Ploceus nigricollis brachypterus;

L'última de les subespècies esmentades, pròpia de l'Àfrica Occidental, és considerada una espècie diferent en algunes classificacions:
- Ploceus brachypterus Swainson, 1837 - teixidor de clatell verd[5]

## Descripció
El teixidor golanegre és un ocell rabassut que fa uns 16 cm de llarg i té un robust bec cònic. El plomatge reproductiu del mascle adult de la subespècie septentrional té l'esquena i les ales verdes olivàcies i el cap i parts inferiors grogues. Presenta dues taques negres, una que creua els seus ulls i lorum a manera de màscara i una altra a la gola. L'iris dels seus ulls és groc. Els mascles no reproductius tenen el cap groc, amb el pili olivàci, i les parts superiors marró grisenques i les inferiors groguenques.
La femella adulta té les parts superiors olivàcies i les inferiors grogues. Presenta la màscara negra però no la taca negra de la gola.
La subespècie del sud, de Nigèria fins a l'est, té una aparença bastant diferent. Té l'esquena i la cua gairebé negres.

## Distribució i hàbitat
Es troba en una àmplia franja de l'Àfrica tropical, distribuït per Àfrica central i l'Àfrica oriental humida, des de Camerun i el nord d'Angola, fins a Sudan del Sud i Tanzània. Es troba en els boscos, especialment dels hàbitats humits.

## Comportament
S'alimenta de llavors i insectes i alguna matèria vegetal més. Construeix un gran niu globular penjant, trenat amb herbes, amb una entrata a la part inferior. Sol posar de 2-3 ous. Nia en parelles, però fora de l'època de cria forma petits esbarts.